# Jean Hagen
Jean Hagen (Jean Shirley Verhagen) (Chicago, Illinois, 1923. augusztus 3. – Los Angeles, Kalifornia, 1977. augusztus 29.) Oscar-díjas  amerikai színésznő.

## Fiatalkora
1923-án született Chicagóban Christian Verhagen, egy holland emigráns és chicagói születésű felesége Marie leányaként. 12 évesen a családjával az indianai Elkhartba költözött, ahol később az érettségit is megszerezte. Ezután színművészeti tanulmányokat folytatott, mellette pedig egy színházban volt jegyszedő. 1946-ban mutatkozott be a Broadwayen.

## Karrierje

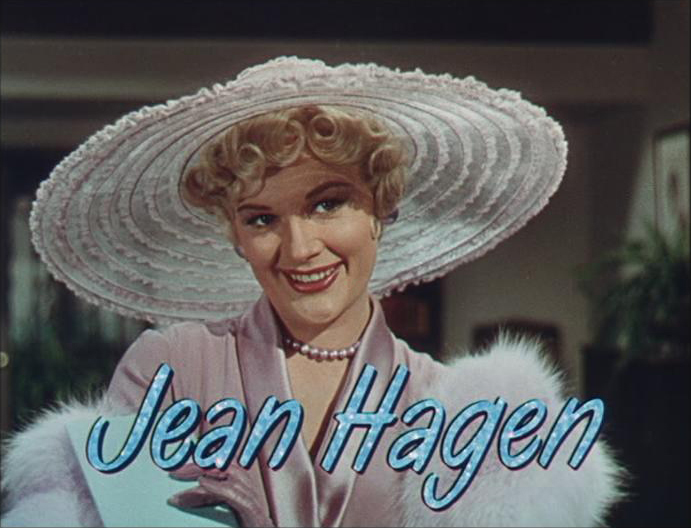
Hagen az Ének az esőben

A filmvásznon 1949-ben debütált az Ádám bordája című komédiában Spencer Tracy és Katharine Hepburn mellett. Egy évvel később fontos szerepet kapott a John Huston rendezte Aszfaltdzsungelben. A film mellett Hagen is elismerő kritikákat kapott. 1952-ben talán a legemlékezetesebb alakítását nyújtotta az Ének az esőben című musicalben, amelyért Oscar-díjra is jelölték női mellékszereplő kategóriában.
1953-ban csatlakozott a Make Room for Daddy néven induló televíziós szappanopera stábjához. Hagent három Emmy-díjra is jelölték, de három év múlva otthagyta a sorozatot, mert nem volt megelégedve helyzetével. Hagen karaktere volt az első az amerikai televíziós családi sorozatok történetében, akit úgy írtak ki a történetből, hogy meggyilkolták.
Habár a későbbiekben is szerepelt több sikeres tv-sorozatban, de a filmvásznon már nem tudta megismételni korábbi sikereit, főleg csak mellékszerepekben volt látható. A '60-as évektől az egészségi állapota rosszabbodni kezdett, és több évet is töltött orvosi kezelés alatt. Utoljára az 1977-es Alexander: The Other Side of Dawn című tévéfilmben volt látható.

## Halála
1977. augusztus 29-én hunyt el 54 éves korában nyelőcsőrák következtében. Csillagja megtalálható a Hollywood Walk of Fame-en a TV iparban betöltött szerepének köszönhetően.

## Fontosabb filmjei
- 1964 - Halálos hasonlóság (Dead Ringer) - Dede Marshall
- 1960 - Napfelkelte Campobelloban (Sunrise at Campobello) - Marguerite LeHand
- 1959 - Egy bozontos eb (The Shaggy Dog) - Freeda Daniels
- 1955 - A nagy kés (The Big Knife) - Connie Bliss
- 1952 - Karabély Williams (Carbine Williams) - Maggie Williams
- 1952 - Ének az esőben (Singin' in the Rain) - Lina Lamont
- 1950 - A saját élete (A Life of Her Own) - Maggie Collins
- 1950 - Aszfaltdzsungel (The Asphalt Jungle) - Doll Conovan
- 1950 - Leshely (Ambush) - Martha Conovan
- 1949 - Ádám bordája (Adam's Rib) - Beryl Caighn

## Fordítás
- Ez a szócikk részben vagy egészben  a   Jean_Hagen című angol Wikipédia-szócikk fordításán alapul.  Az eredeti cikk szerkesztőit annak laptörténete sorolja fel. Ez a jelzés csupán a megfogalmazás eredetét és a szerzői jogokat jelzi, nem szolgál a cikkben szereplő információk forrásmegjelöléseként.